# カルロス・レシャック
カルロス・レシャックまたはカルレス・ラシャック（Carlos Rexach, Carles Rexach、1947年1月13日 - ）は、スペイン・バルセロナ出身の元同国代表サッカー選手、元サッカー指導者。現役時代のポジションはフォワード。名前はカルレスとするのがより正しいが、日本ではカルロスと表記された。

## 経歴

### 選手として
1965年、FCバルセロナでプロデビュー。1981年までの間、17シーズン、665試合に出場し、211得点を挙げる。1971年には29試合で17得点を挙げ、ピチーチ（得点王）を獲得した。
選手生活の目立った活躍としては以下のようなものがある。
- 1974年のチャンピオンズカップ・フェイエノールト戦にて、ヨハン・クライフのアシストからハットトリックを達成。
- 1978年のコパ・デル・レイ決勝UDラスパルマス戦で2得点を挙げて3-1で勝利し、マン・オブ・ザ・マッチに輝いた。
- 1979年のヨーロッパカップウィナーズカップ決勝・フォルトゥナ・デュッセルドルフ戦で4点目のゴールを挙げ、4-3で勝利した。

### 指導者として
引退後、1981年～1987年まで、バルセロナBの監督を務める。
1987年にFCバルセロナのコーチに就任。当時監督を務めていたルイス・アラゴネス、ヨハン・クライフの下で働き、1990年-1991年シーズンからのリーグ戦4連覇に貢献する。1995年-1996年シーズン途中でクライフが健康上の理由で辞任すると、シーズン終了まで監督を務めた。
1998年に横浜フリューゲルスの監督に就任。3－4－3の攻撃型サッカーを導入する。1stステージは序盤は低迷するも、その後7連勝したこともあり10勝7敗とまずますの成績を残したが、2ndステージに入ると守備が破綻して敗戦を重ね、J1参入決定戦がちらつく事態となり、9月28日に不振の責任を取って辞任した。一方で、周囲の反対を押し切って高卒ルーキーの遠藤保仁を開幕戦から先発起用し、後に遠藤が日本代表の主力となるきっかけをつくっている。またこの際にスペインから連れてきたコーチングスタッフの中に、2012-2013年シーズンにバルセロナの監督代行を務めたジョルディ・ロウラがいた。
スペイン帰国後は2001年から2002年にかけてバルセロナの監督を務めた。特筆すべき成績は残せなかったが、当時13歳のリオネル・メッシがバルセロナの加入テストを受けに来た際に、彼の才能を見出し、契約を結ばせたことで知られている。

## 代表歴

### 試合数
- 国際Aマッチ 15試合 2得点（1969年-1978年）[1]

| スペイン代表 | 国際Aマッチ | 国際Aマッチ |
| 年           | 出場        | 得点        |
| ------------ | ----------- | ----------- |
| 1969         | 2           | 0           |
| 1970         | 2           | 1           |
| 1971         | 3           | 1           |
| 1972         | 1           | 0           |
| 1973         | 0           | 0           |
| 1974         | 2           | 0           |
| 1975         | 3           | 0           |
| 1976         | 0           | 0           |
| 1977         | 0           | 0           |
| 1978         | 2           | 0           |
| 通算         | 15          | 0           |